# 辛克托雷斯
辛克托雷斯，是西班牙瓦伦西亚自治区卡斯特利翁省的一个市镇。总面积35平方公里，总人口502人（2001年），人口密度14人/平方公里。